# China Unicom
China United Network Communications Group Co., Ltd. (chiń. 中国联合网络通信集团有限公司), także China Unicom (chiń. 中国联通) – chińskie przedsiębiorstwo telekomunikacyjne z siedzibą w Pekinie.
Przedsiębiorstwo zostało założone w 1994 roku.